# Torre Paradox
La  Torre Paradox est un gratte-ciel en construction à Mexico au Mexique. Son achèvement est prévu pour 2018. Il s'élèvera à 234 mètres. 